# عزلة الظاهر (ذمار)

تعديل مصدري - تعديل

عزلة الظاهر هي إحدى عزل مديرية وصاب العالي في محافظة ذمار اليمنية ويبلغ تعداد سكانها 927 نسمة حسب التعداد السكاني في اليمن لعام 2004.